# 大沢駅 (新潟県)
大沢駅（おおさわえき）は、新潟県南魚沼市大沢にある、東日本旅客鉄道（JR東日本）上越線の駅である。
上越線に乗り入れる北越急行ほくほく線の列車は、全列車が当駅を通過する。

## 歴史
第二次世界大戦中、軍需輸送の要請が高まったことを受けた、行き違い設備増強の一環として設置された、いわゆる戦時型信号場を起源に持つ。

### 年表
- 1943年（昭和18年）11月10日：国有鉄道上越線の越後大沢信号場として開業[3]。
  - 建設規定における停車場勾配の制限（10‰）を超えているため、構内の宮内方には加速線を設けている。加速線の設置位置の都合上、構内は右側通行であった[3]。
- 1949年（昭和24年）5月28日：駅に昇格し、大沢駅が開業。旅客駅[1][3]。
- 1966年（昭和41年）9月25日：石打駅 - 当駅間の複線化に伴い、加速線を撤去[3]。
- 1960年（昭和35年）3月末：ホームをかさ上げ[4]。
- 1970年（昭和45年）12月15日：荷物の取り扱いを廃止[5][6]。無人駅となる[7]。
- 1979年（昭和54年）12月：駅舎を改築[8]。
- 1987年（昭和62年）4月1日：国鉄分割民営化により、JR東日本の駅となる[5]。

## 駅構造
相対式ホーム2面2線を有する地上駅である。丘陵地の東斜面に位置している。両ホームは跨線橋で連絡している。
越後湯沢駅管理の無人駅である。上り線（駅東側）ホームに接して駅舎があり、駅舎内には乗車駅証明書発行機のほか、自動販売機、公衆電話、トイレなどが設置されている。出札口などもあるが、シャッターが下りている。

### のりば
| 番線 | 路線    | 方向 | 行先               |
| ---- | ------- | ---- | ------------------ |
| 1    | ■上越線 | 上り | 越後湯沢・水上方面 |
| 2    | ■上越線 | 下り | 長岡方面           |

- 前述の通りほくほく線は通過するため、十日町・直江津方面は六日町駅で乗り換えとなる。

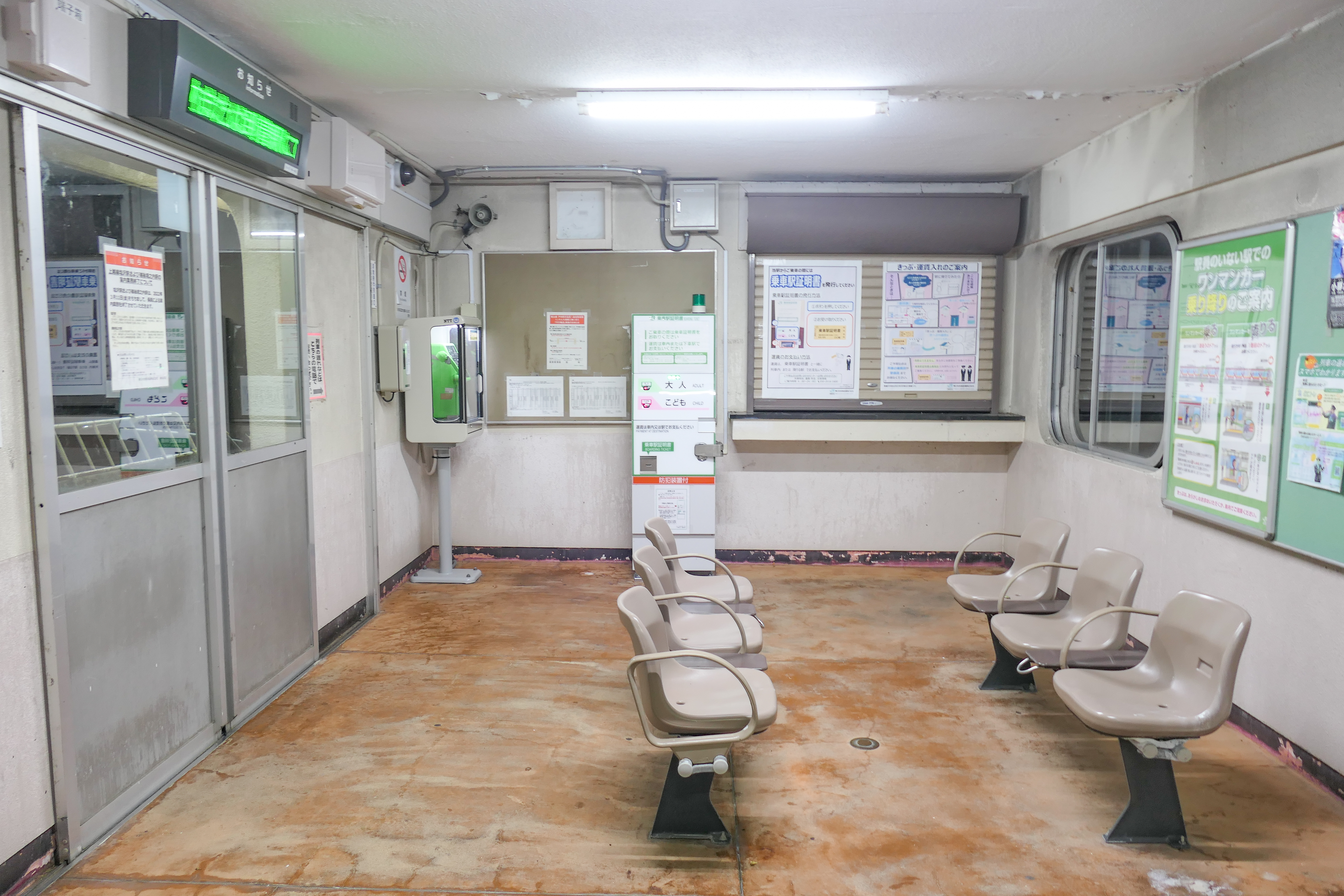
待合室（2022年10月）
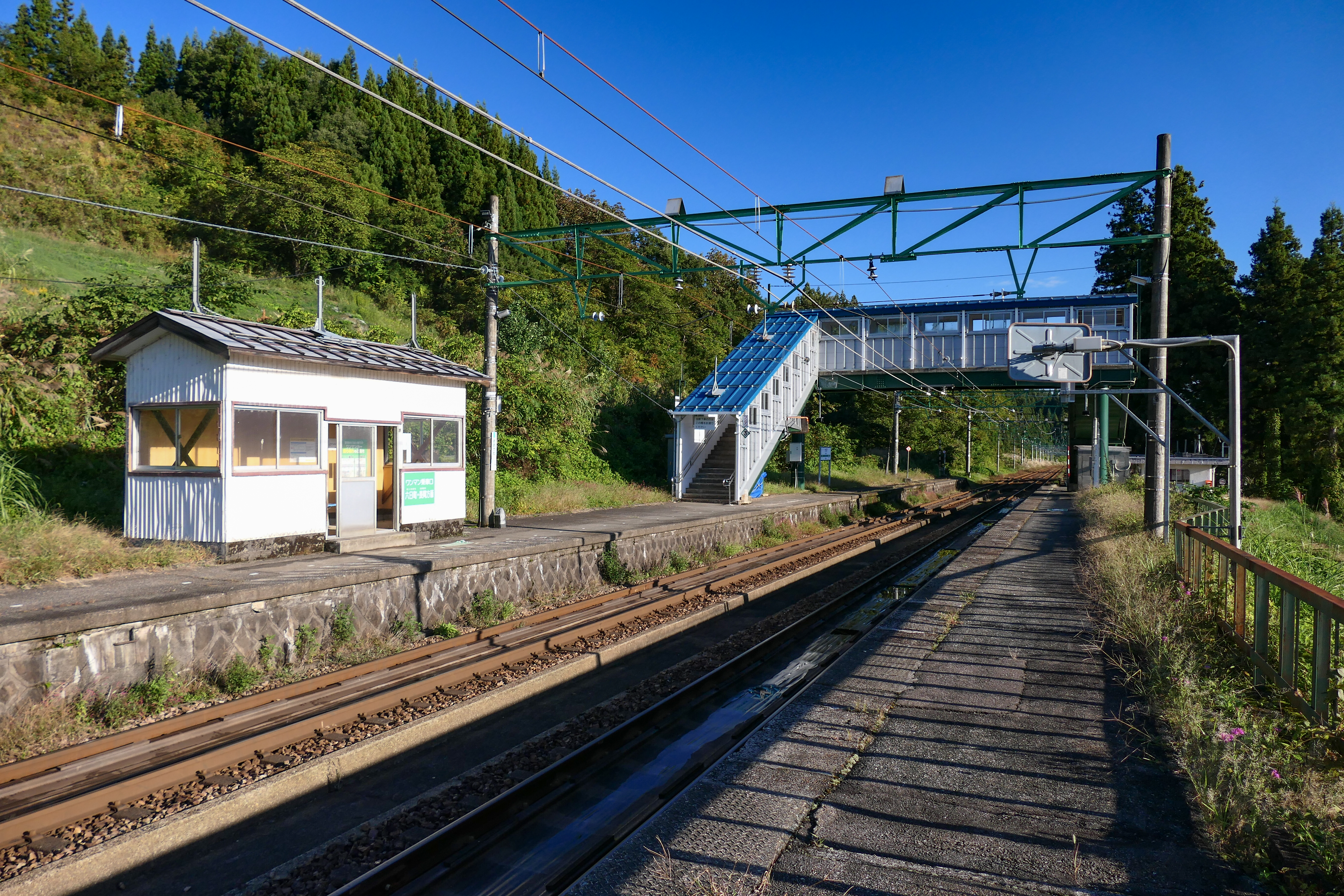
ホーム（2022年10月）

## 駅周辺
普段は地元学生や住民の足として利用されている程度だが、この駅の周辺には大沢山温泉があり、シーズンになると大沢山温泉「大沢館」の送迎車が列車到着毎に出迎えにきている。車窓からは、駅前で利用客を出迎えている大沢館の旗を持ったスタッフが見えることがある。また、駅舎には大沢館の送迎案内の看板が立っている。
- 上越国際スキー場・大沢エリア
- 大沢山温泉

## バス路線
越後交通グループの南越後観光バスが運行する路線バス、および南魚沼市のコミュニティバス「市民バス」が当駅周辺を経由する。
中之島入口
国道17号沿いに設置されており、当駅から徒歩15分の場所に位置する。なお、下舞子経由の便は当駅からは大きく離れた経路をとる。
- 南越後観光バス
  - 湯沢＝塩沢＝六日町 線（国道17号経由）[10][11]

大沢駅前
当駅を出て徒歩1分ほどの場所に位置する。
- 市民バス
  - ■ 石打・竹俣コース[12]

## 隣の駅
東日本旅客鉄道（JR東日本）
■上越線
石打駅 - 大沢駅 - *上越国際スキー場前駅 - 塩沢駅
*:一部列車は上越国際スキー場前駅を通過する。
北越急行
■ほくほく線（越後湯沢駅 - 六日町駅間はJR上越線）
全列車通過